# برهمنبریا-۶
برهمنبریا-۶ (به لاتین: Brahmanbaria-6) یک منطقهٔ مسکونی در بنگلادش است که در ناحیه برهمن‌بریه واقع شده‌است.